# Araucania maculipennis
Araucania maculipennis är en stekelart som beskrevs av Marsh 1993. Araucania maculipennis ingår i släktet Araucania och familjen bracksteklar. Inga underarter finns listade.